# (4004) Listʹev
(4004) Listʹev es un asteroide perteneciente al cinturón de asteroides, descubierto el 16 de septiembre de 1971 por el equipo del Observatorio Astrofísico de Crimea desde el Observatorio Astrofísico de Crimea (República de Crimea).

## Designación y nombre
Designado provisionalmente como 1971 SN1. Fue nombrado Listʹev en homenaje al periodista ruso "Vladislav Nikolaevich Listyev" víctima de sicarios.